# Leucorrhinia glacialis
Leucorrhinia glacialis är en trollsländeart som först beskrevs av Hagen 1890.  Leucorrhinia glacialis ingår i släktet kärrtrollsländor, och familjen segeltrollsländor. IUCN kategoriserar arten globalt som livskraftig. Inga underarter finns listade i Catalogue of Life.

## Bildgalleri

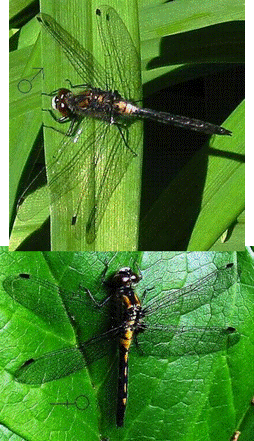